# Живка Милошевић
Живка Милошевић (1928 – 2002) била је српска певачица народне музике. Са Јеленом Алексић (1929 — 2007) чинила је чувени дует Милошевић - Алексић.

## Дует Живка Милошевић и Јелена Алексић
Живка Милошевић и Јелена Лела Алексић певале су као солисти Радио Београда, а нису се познавале. 
Упознале су се у КУД Шпанац на Новом Београду. Касније обе, независно једна од друге, прелазе у КУД Полет и ту певају као солисти. 
На једној проби Живка је певала, а Јелена је седела поред Максе Попова који је био шеф тамбурашког оркестра, музички уредник радија и корепетитор музичке секције у Полету, и тихим гласом је пратила. Врло изненађен, Макса је прекинуо пробу и замолио је Јелену да стане поред Живке и пева други глас. На опште одушевљење присутних, добијају позив да снимају за Радио Београд, где је стручни жири одлучио да се дует озваничи. То је био почетак блиставе каријере, који је трајао преко тридесет година.
Снимале су са свим оркестрима који су постојали у Радију. Властимир Павловић Царевац их је научио како се пева народна песма и који закони у певању постоје. За њих су компоновали и Раде Богићевић, Андрија и Тома Бајић, Петар Танасијевић, Радојка Живковић, Миодраг Тодоровић Крњевац и многи други.
Прва плоча По градини месечина к'о дан, продата је у 100.000 примерака и постала је златна.
Њихов репертоар биле су песме из Србије и Војводине погодне за двогласно певање, као и много компонованих народних песама, али никада нису прешле границу да би биле окарактерисане као певачице лаких нота и шунд песама.
Певале су на саборима народне музике и две године за редом освојиле прву и другу награду. Биле су најпопуларнији извођачи 1970. и 1971. године на такмичењу Радио Београда. 
Најдраже признање добијају на првој Балканијади у Бугарској, где су представљале нашу земљу. Певале су војвођанске песме и освојиле друго место.  
За собом су оставиле више од сто трајних снимака, као и много грамофонских плоча у продукцији ПГП РТБ-а, где су их називали златне коке, јер је свака њихова плоча продавана у златним тиражима (преко 100.000 примерака).
У конкуренцији браће Бајић, дуета Ђурић - Руњајић, Овука - Богићевић, Радуловић - Јовановић, изградиле су и стилску, и сценску и репертоарску препознатљивост.
Живка Милошевић преминула је 2002. године, а Јелена Лела Алексић 2007. године у Београду.

## Најпознатије песме
- По градини месечина к'о дан
- Коленике, коленике, вретено
- Чувам овце све по доловима
- Над извором врба се наднела (снимиле су песму пре Силване Арменулић)
- Босиоче мој зелени
- Сремачко је село мало
- Рујна зора не свиће
- Дивље руже
- У ливади под јасеном
- Ој девојко, ђинђо моја
- Колубаро, сестро Шумадије
- Оп, секо, пуче прозор преко